# Cuora trifasciata
La tortuga caja rayada (Cuora trifasciata) es una especie de tortuga asiática de hábitos semiacuáticos propia del sur de China. Las poblaciones de Vietnam y Laos son consideradas actualmente una especie aparte. Es un animal en grave peligro de extinción.